# 八月起義 (格魯吉亞)
八月起義是1924年8月至9月在苏联格鲁吉亚苏维埃社会主义共和国爆发的反抗苏维埃统治的起义，起义由格鲁吉亚社会民主党主持的格鲁吉亚独立委员会领导，是格鲁吉亚在1921年红军入侵格鲁吉亚后与苏维埃政权斗争的一部分，也是左翼反布尔什维克起义的一部分。最终，此次起义在斯大林和谢尔戈·奥尔忠尼启则领导的红军和契卡部队的镇压下失败。